# Phyllodoce maculata
Phyllodoce maculata is een borstelworm uit de familie Phyllodocidae. De wetenschappelijke naam van de soort werd in 1767 gepubliceerd door Carl Linnaeus. Hij is inheems in de noordoostelijke Atlantische Oceaan, waar hij in het ondiepe water met zand-, modder- of steenbodems leeft.

## Beschrijving
Phyllodoce maculata is een langwerpige slanke borstelworm, iets taps toelopend naar het achterlijf. Het prostomium (de kop) draagt een paar antennes, een paar ogen, twee kleine palpen en een grote lange slurf waarmee het zijn prooi leegzuigt. De eerste paar lichaamssegmenten dragen vier paar lange, tentaculaire cirri. Andere lichaamssegmenten dragen parapodia met afgeplatte cirri; de dorsale zijn hartvormig en opvallend. Het prostomium, het eerste lichaamssegment (niet van bovenaf te zien) en het tweede segment zijn kleurloos, het derde en vierde segment zijn donker en het vijfde en resterende segment hebben donkere vlekken gecentreerd op de overlap van de segmenten, evenals wat donkere kleur aan de zijkant van de segmenten. De achterkant van het prostomium heeft een gele kleur en er zijn gele vlekken tussen de donkere vlekken op het dorsale oppervlak van het lichaam. Deze worm kan tot 250 segmenten hebben en kan tot 100 mm lang zijn.

## Verspreiding
Deze worm kan worden verward met andere soorten, met name de nauw verwante gestippelde dieseltreinworm (Phyllodoce mucosa), dus het precieze bereik is onduidelijk; hij is aanwezig in de Arctische en Noord-Atlantische Oceaan, het Skagerrak en Kattegat, de westelijke Oostzee, de Noordzee en het Kanaal. Het dieptebereik loopt van de intergetijdenzone tot ongeveer 400 meter, en hij wordt gevonden op zand, modderig zand, schelpachtig grind en rotsbodems.

## Biologie
De soort is zowel een roofdier als een aaseter, die zich voedt met ongewervelde prooien en de karkassen van kleine dode dieren. Tijdens de voortplanting kunnen soms meerdere mannetjes rond een vrouwtje op het sedimentoppervlak zwermen. De geproduceerde heldergroene, geleiachtige eierpakketjes worden vastgemaakt aan stenen of andere onderwaterobjecten.